# Бедиани
Бедиа́ни (груз. ბედიანი) — посёлок городского типа в Грузии, расположен в Квемо-Картли, в юго-восточной части Цалкского района, на высоте 850 м над уровнем моря. Посёлок находится в узком ущелье, на правом берегу реки Храми и протянут с северо-запада на юго-восток.

## Природные условия
Климат Бедиани отличается весьма холодной зимой (температура — иногда падает до −20 °C в январе) и относительно жарким летом. Леса покрыты главным образом дубом, орехом, и елью, встречается также и вечнозелёная сосна в высокой зоне леса. Очень богатый мир фауны, — косули, кабаны, зайцы, лисы, ежи, медведи, волки, рыси и т. д. Это слишком важный потенциал Бедиани и его среды, который создан великолепным пейзажем и большим количеством исторических памятников.

## История
В историческом прошлом посёлок Бедиани назывался Вардис Чала (в переводе — розовая роща). На территории Бедиани находился одноимённый монастырь, история которого начинается с ранних средневековых столетий. Известно, что монастырь Бедиани функционировал до входа Грузии в состав Советского Союза. Не было никакого урегулирования до 1950-х годов. Посёлок был основан в 1954 году на каскаде функционирующего и по сей день ХРАМГЭС.
Первые жители были строителями этой электростанции. В 1963 году построена психоневрологическая больница республиканского значения вместимостью до 800 человек. Создание городка вызвало развитие социальных инфраструктур, что служило урегулированиям, объединённым в сообществе.
Было создано также два пионерских лагеря, один на территории посёлка ХРАМГЭС-2 (Чатахи), другой в деревне Пантиани, которые принимали до тысячи посетителей каждый год. В 1970-х численность населения Бедиани достигает 2000 человек, абсолютное большинство которых были греки (90 %). Экономические и политические кризисы страны в конце 1980-х и в начале 90-х сильно затрагивают жителей посёлка. Число жителей начинает уменьшаться катастрофически, и в поселке остаются одни старики. Социально-экономическая инфраструктура была полностью разрушена. В конце 1999 года правительство создало программу по переселению в Бедиани поселенцев из других регионов Грузии. Новые жители создают новые перспективы по изменению структуры поселка и его жизни.